# Шмагино
Шмагино — посёлок в Красноярском районе Астраханской области, входит в состав Бузанского сельсовета. До 2015 года — в составе Верхнебузанского сельсовета.

## История
В 1965 г. указом президиума ВС РСФСР поселок фермы № 4 совхоза «Бузанский» переименован в Шмагино.
5 ноября 2015 года посёлки Верхний Бузан и Шмагино Верхнебузанского сельсовета вошли в состав Бузанского сельсовета; сами
муниципальные образования «Бузанский сельсовет» и «Верхнебузанский сельсовет» преобразованы путём объединения в муниципальное образование «Бузанский сельсовет» с административным центром в селе Новоурусовка

## Население
| 2002 | 2010 |
| ---- | ---- |
| 227  | ↘223 |

Этнический состав
| Национальность | Численность (2010) | Процент |
| -------------- | ------------------ | ------- |
| Казахи         | 157                | 71,7%   |
| Татары         | 21                 | 9,6%    |
| Русские        | 20                 | 9,1%    |
| Чеченцы        | 9                  | 4,1%    |
| Ногайцы        | 8                  | 3,7%    |
| Не указана     | 4                  | 1,8%    |
| Всего          | 219                | 100%    |